# Gare de Livry-sur-Seine
Gare de Livry-sur-Seine vasútállomás Franciaországban, Livry-sur-Seine településen.

## Vasútvonalak
Az állomást az alábbi vasútvonalak érintik:
- Corbeil-Essonnes-Montereau-vasútvonal

## Kapcsolódó állomások
A vasútállomáshoz az alábbi állomások vannak a legközelebb:
- Gare de Melun (Gare de Melun, Line R)
- Gare de Chartrettes (Gare de Montereau, Line R)